# 建築関係の認定職業訓練施設一覧
建築関係の認定職業訓練施設一覧（けんちくかんけいのにんていしょくぎょうくんれんしせついちらん）は、日本全国にある建設関係の認定職業訓練による職業能力開発校一覧。
訓練生が訓練修了時の技能照査に合格することで技能士補の称号が与えられるほかに、建築大工職種の技能検定2級受験の際は学科試験が免除になるとともに、二級建築士の実務経験条件期間が短縮される。

## 一覧

### 北海道
- 旭川建築高等職業訓練校
- 札幌ブロック建築高等職業訓練校
- 道央建築高等職業訓練校
- 函館総合建設高等職業訓練校

### 東北
- むつ職業能力開発協会(青森県、木造建築 3年制、 、、)
- 金木職業能力開発校(青森県、木造建築 3年制、左官・タイル 2年制、、)
- 五所川原職業能力開発校(青森県、木造建築 3年制、左官・タイル 2年制、建築板金 2年制、建築塗装 2年制)
- 弘前職業能力開発校(青森県、木造建築 3年制、左官・タイル 2年制、建築板金2年制、建築塗装 2年制)
- 黒石職業能力開発校(青森県、木造建築 3年制、左官・タイル 2年制、塑性加工2年制、)
- 三戸共同高等職業訓練校(青森県、木造建築 3年制、構造物鉄工 2年制、、)
- 三沢職業能力開発校(青森県、木造建築 3年制、左官・タイル 2年制、、)
- 七戸職業能力開発校(青森県、木造建築 3年制、左官・タイル 2年制、塑性加工2年制、)
- 十和田職業能力開発校(青森県、建築 3年制、左官 2年制、木工 2年制、塗装 2年制)
- 上北職業能力開発校(青森県、木造建築 3年制、 、、)
- 青森職業能力開発校(青森県、木造建築（一類） 3年制、木造建築（二類） 2年制、建築板金 2年制、鉄筋コンクリート施工 2年制)
- 中里職業能力開発校(青森県、木造建築 3年制、塑性加工 2年制、木工 2年制、)
- 八戸職業能力開発校(青森県、木造建築 2年制、塑性加工 2年制、建築塗装 2年制、)
- 百石共同高等職業訓練校(青森県、木造建築 3年制、 、、)
- 名川職業訓練協会(青森県、木造建築 3年制、塑性加工 2年制、、)
- 浪岡共同高等職業訓練校(青森県、建築 3年制、 、、)
- 遠野高等職業訓練校(岩手県、木造建築科 3年制、建築設計科 2年制、配管科 2年制、左官・タイル施工科 2年制、塑性加工科 2年制、（板金科） )
- 釜石高等職業訓練校(岩手県、木造建築 3年制、建築設計 2年制、鉄筋コンクリート施工 2年制、配管 2年制、、)
- 岩手中央高等職業訓練校(岩手県、木造建築 3年制、左官・タイル 2年制、塑性加工 2年制、建築塗装 2年制、、)
- 宮古高等職業訓練校(岩手県、木造建築 3年制、左官・タイル 2年制、塑性加工2年制、建築設計 2年制)
- 塩釜高等職業訓練校(宮城県、木造建築 3年制、 、、)
- 白石建設高等職業訓練校(宮城県、木造建築 3年制、 、、)
- 宮城県建設技能者訓練協会連合会高等職業訓練校(宮城県、木造建築 3年制、塑性加工 3年制、畳 3年制、表具 3年制)
- 河北高等技能専門校(山形県、木造建築 2年制、木造建築 2年制、左官・タイル2年制、建築板金 2年制、)
- 庄内職業高等専門校(山形県、木造建築 2年制、左官・タイル 2年制、建築板金2年制、、)
- 新庄マイスターカレッジ(山形県、木造建築 2年制、建築板金 2年制、、)
- 鶴岡高等職業訓練校(山形県、木造建築 2年制、建築板金 2年制、左官・タイル2年制、)
- 天童高等職業訓練校(山形県、建築 2年制、 ）
- 南陽高等技能専門校(山形県、木造建築 2年制、畳 1年制、、)
- 米沢市高等技能専門校(山形県、木造建築 3年制、左官・タイル 2年制、建築板金 2年制、建築塗装 2年制)
- 福島共同高等職業訓練校(福島県、建築塗装 、建築 、左官 、板金 、塗装)

### 関東
- 結城建設高等職業訓練校(茨城県、建築 3年制、左官 2年制、、)
- 江戸崎地区建築高等職業訓練校(茨城県、木造建築 3年制、 、、)
- 竜ヶ崎高等職業訓練校(茨城県、建築 3年制、左官・タイル 3年制、板金 3年制、とび 3年制)
- 水戸建築高等職業訓練校(茨城県、建築 3年制、 、、)
- 日立建設高等職業訓練校(茨城県、木造建築 3年制、 、、)
- 富岡高等職業訓練校(群馬県、木造建築 2年制、 、、)
- 利根沼田高等職業訓練校(群馬県、建築大工 3年制、 、）
- みどり職業訓練協会(群馬県、木造建築 3年制、建築設計 2年制、）
- 伊勢崎佐波高等職業訓練校(群馬県、木造建築 3年制、 、）
- 桐生高等技能専門校(群馬県、建築 3年制、建築製図　 1年制)
- 高崎建設高等職業訓練校(群馬県、木造建築 2年制、 、）
- 渋川地区高等職業訓練校(群馬県、木造建築 3年制、左官・タイル 3年制、建築板金 3年制、配管 2年制、とび 2年制、鉄筋コンクリート施工 2年制)
- 西吾妻高等職業訓練校(群馬県、木造建築 3年制、 )
- 前橋地区高等職業訓練校(群馬県、木造建築 3年制、造園 1年制、）
- 太田職業訓練協会(群馬県、木造建築 2年制、建築板金 1年制、建築設計 1年制、配管 1年制、、)
- 大宮建設高等職業訓練校(埼玉県、木造建築 3年制、 )
- 比企建設高等技術専門校(埼玉県、木造建築 2年制、 )
- 川越建設高等職業訓練校(埼玉県、木造建築 3年制、 )
- 蕨戸田建設高等職業訓練校(埼玉県、木造建築 3年制、塑性加工 3年制)
- 東京建築高等職業訓練校(東京都、木造建築 2年制、 )
- 東京土建技術研修センター(東京都、建築 2年制、 )
- 横浜建築高等職業訓練校(神奈川県、木造建築 3年制、 )
- 三浦建築高等職業訓練校(神奈川県、木造建築 2年制、 )
- 湘北建築高等職業訓練校(神奈川県、木造建築 、 )
- 川崎建築高等職業訓練校(神奈川県、木造建築 2年制、 )
- 鶴見建設高等職業訓練校(神奈川県、木造建築 3年制、 )

### 中部
- 長岡市高等職業訓練校　（新潟県　木造建築2年生、塑性加工科2年生）
- 塩尻高等職業訓練校(長野県、木造建築 3年制、木造建築 2年制）
- 岡谷高等職業訓練校(長野県、木造建築 3年制、溶接 2年制、塑性加工 3年制、建築設計 2年制、配管 2年制、)
- 茅野高等職業訓練校(長野県、木造建築 2年制、配管 2年制）
- 佐久高等職業訓練校(長野県、建築 3年制、木工 3年制、塗装 2年制、配管 1年制、)
- 上伊那高等職業訓練校(長野県、木造建築 3年制、 、）
- 上小高高等職業訓練校(長野県、造園 2年制、建築 3年制、左官・タイル 3年制、板金 3年制、建築製図 2年制、配管 2年制)
- 諏訪高等職業訓練校(長野県、木造建築 3年制、建築板金 2年制、建築設計 2年制、配管 2年制、土木施工 1年制、)
- 中高高等職業訓練校(長野県、建築 3年制、左官 3年制、板金 3年制、配管 2年制、土木 2年制)
- 中信職業訓練センター(長野県、木造建築 3年制、配管 2年制、）
- 長野高等職業訓練校(長野県、木造建築 3年制、木工 2年制、建築板金 3年制、建築塗装 2年制、配管 2年制、畳 3年制)
- 飯岳高等職業訓練校(長野県、木造建築 3年制、左官・タイル 3年制、配管 1年制）
- 飯田高等職業訓練校(長野県、木造建築 3年制、左官・タイル 3年制、配管 3年制）
- 魚津建築高等職業訓練校(富山県、木造建築 2年制、 )
- 砺波建築高等職業訓練校(富山県、木造建築 3年制、 ）
- 榛南建築高等職業訓練校(静岡県、木造建築　3年制)
- 中遠建築高等職業訓練校(静岡県磐田市)
- 富士教育訓練センター

### 近畿
- 伊勢建設高等職業能力開発校(三重県、木造建築 3年制
- 紀北建設高等職業訓練校(三重県、木造建築 2年制)
- 四日市建設高等職業訓練校(三重県、木造建築 2年制
- 鈴鹿建設高等職業訓練校(三重県、木造建築 3年制、左官・タイル 3年制、)
- 滋賀県八幡建築職業訓練校(滋賀県、木造建築 2年制
- 全京都建築高等職業訓練校(京都府、木造建築 2年制
- 奈良建築高等職業訓練校(奈良県、木造建築 2年制
- 和歌山高等職業訓練校(和歌山県、木造建築 3年制、建築板金 2年制、左官・タイル 2年制)

### 中国
- 西部建築高等職業訓練校(鳥取県、木造建築 、 )
- 鳥取中部建築工務士会(鳥取県、木造建築 3年制、 )
- 八頭郡建築連合会(鳥取県、建築 3年制、 )
- 平田建築共同職業訓練協会(島根県、木造建築 2年制、 )
- 岡山建設共同高等職業訓練校(岡山県、建築 2年制、 )
- 倉敷共同高等職業訓練校(岡山県、建築 2年制、左官 2年制)
- 広島瓦工事高等職業訓練校
- 広島建設アカデミー
- 広島県建築高等職業訓練校
- 広島県建築高等職業訓練校(広島県、木造建築 2年制 )
- 広島硝子施工高等職業訓練校
- 広島塗装高等職業訓練校
- 山口建設高等職業訓練校(山口県、木造建築 2年制）

### 四国
- 高知県建築大工高等職業訓練校(高知県、建築 3年制）

### 九州
- 職業訓練法人唐津高等職業訓練校 (左官科・土木科・洋服科)
- 伊万里共同高等職業訓練校(佐賀県、木造建築 3年制、左官・タイル 3年制、)
- 佐賀建築技術専門学院(佐賀県、木造建築 2年制、左官・タイル 2年制、)
- 鹿島総合技能専門学院(佐賀県、木造建築 3年制、左官・タイル 3年制、配管 2年制)
- 武雄総合技能専門学院(佐賀県、建築 3年制、左官 3年制、配管 2年制)
- 長崎県建設技術専門学院(長崎県、建築設計 2年制、ほか短期課程あり )